# Volucella inflata
Volucella inflata är en tvåvingeart som först beskrevs av Fabricius 1794.  Volucella inflata ingår i släktet humleblomflugor, och familjen blomflugor. Inga underarter finns listade i Catalogue of Life.

## Bildgalleri

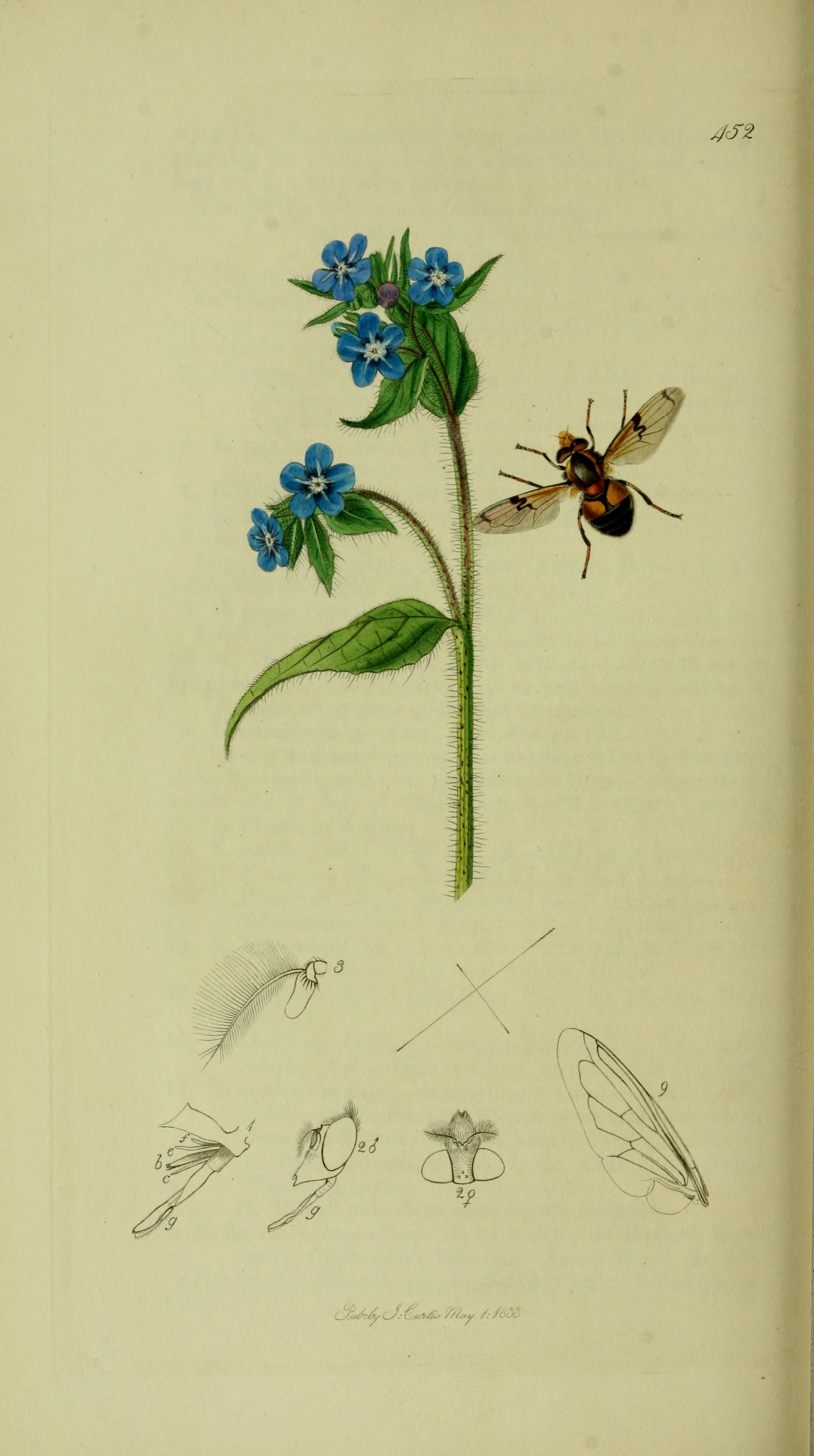
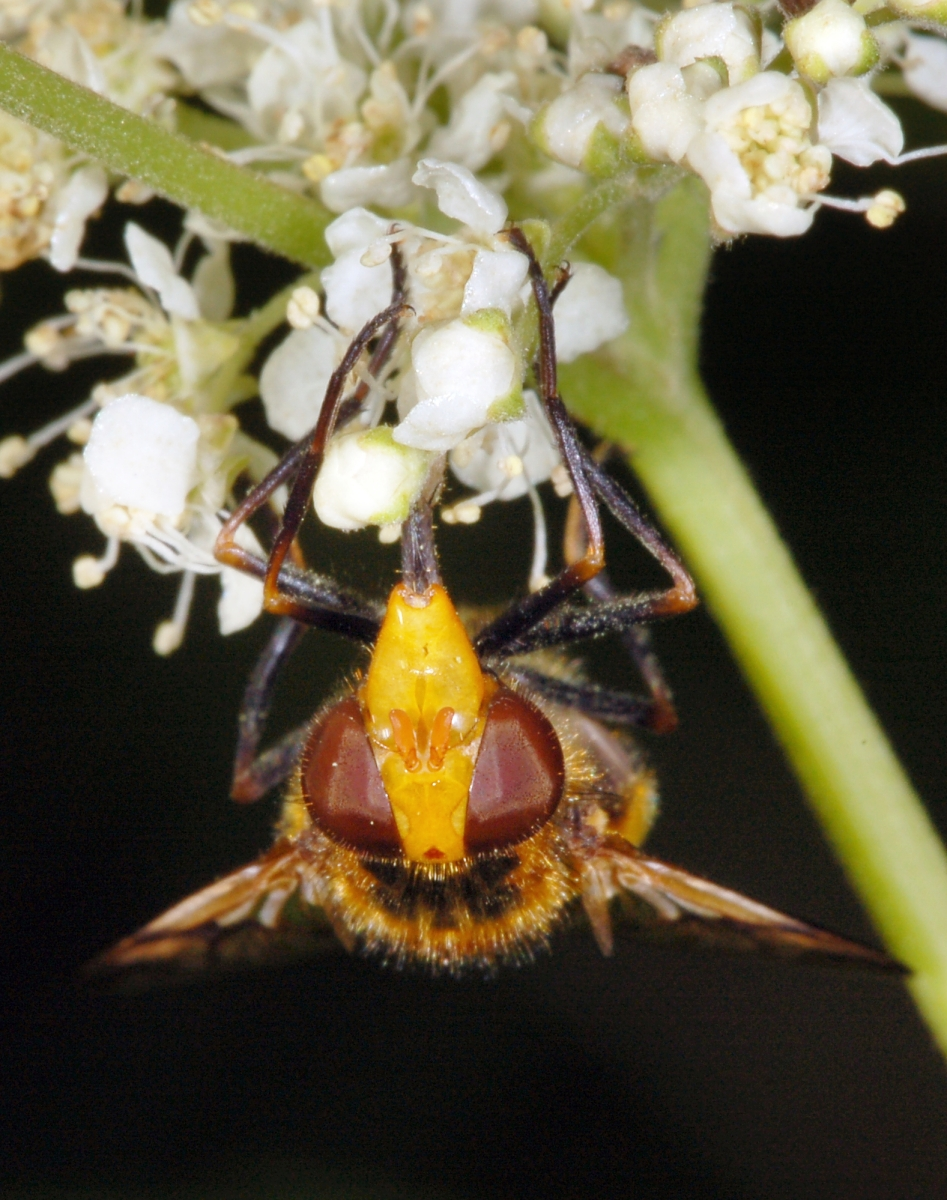
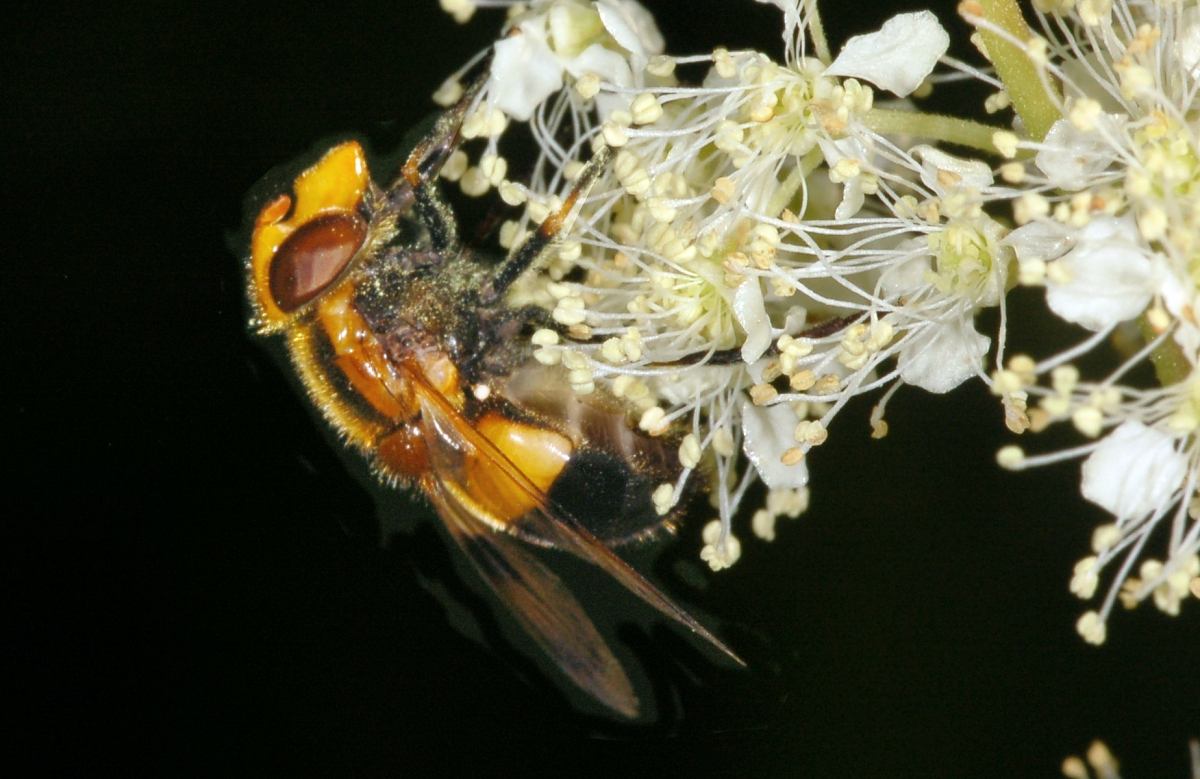